# 沁源围困战指挥部旧址
沁源围困战指挥部旧址，位于山西省长治市沁源县李元镇马森村，是一处山西省文物保护单位。
2021年8月4日，沁源围困战指挥部旧址公布为第六批山西省文物保护单位，年代为1942年，近现代重要史迹及代表性建筑类，编号6-353。